# Kinixys belliana
Kinixys belliana és una espècie de tortuga de la família Testudinidae. Té la frontissa típica del gènere Kinixys. Aquesta espècie és la més comuna i es distribueix per tota Àfrica, principalment per Sudan, Tanzània, Congo i fins al sud de l'Àfrica. Per la gran extensió de la seva distribució té diverses subespècies i grans variacions al llarg de la seva àmplia gamma. Kinixys belliana és una tortuga de mida petita de color marró clar. Poden créixer fins als 22 cm. A la part posterior de la seva closca, la tortuga té una frontissa de 90 graus que, quan està tancada, pot protegir a les seves potes del darrere i a la cua dels depredadors. Aquesta àmplia banda de teixit connectiu flexible es troba entre els costals 4, 5, 7 i 8 en adults. Té cinc ungles en cada pota davantera a excepció d'una de les subespècies, K. b. nogueyi.